# Vienna Open 1998 - Qualificazioni doppio
Le qualificazioni del doppio al Vienna Open 1998 sono state un torneo di tennis preliminare per accedere alla fase finale della manifestazione. I vincitori dell'ultimo turno sono entrati di diritto nel tabellone principale. In caso di ritiro di uno o più giocatori aventi diritto a questi sono subentrati i lucky loser, ossia i giocatori che hanno perso nell'ultimo turno ma che avevano una classifica più alta rispetto agli altri partecipanti che avevano comunque perso nel turno finale.
Le qualificazioni del doppio al torneo Vienna Open 1998 prevedevano 4 coppie partecipanti di cui una è entrata nel tabellone principale.

## Teste di serie
1. Wayne Arthurs /  Pavel Vízner (primo turno)

1. David Prinosil /  Jeff Tarango (ultimo turno)

## Qualificati
1. Chris Haggard  /   Peter Nyborg

## Tabellone

### Legenda
| - Q = Qualificato - WC = Wild card - LL = Lucky loser | - ALT = Alternate - SE = Special Exempt - PR = Protected Ranking | - w/o = Walkover - r = Ritirato - d = Squalificato |

|  | Primo turno | Primo turno                          | Primo turno                          | Primo turno | Primo turno |  |  | Ultimo turno | Ultimo turno                | Ultimo turno                | Ultimo turno | Ultimo turno |  |
|  |             |                                      |                                      |             |             |  |  |              |                             |                             |              |              |  |
|  |             | Chris Haggard Peter Nyborg           | 7                                    | 6           | 7           |  |  |              |                             |                             |              |              |  |
|  | 1           | Wayne Arthurs Pavel Vízner           | 5                                    | 7           | 5           |  |  |              | Chris Haggard Peter Nyborg  | Chris Haggard Peter Nyborg  | 7            | 6            |  |
|  | 2           | David Prinosil Jeff Tarango          | David Prinosil Jeff Tarango          | 6           | 6           |  |  | 2            | David Prinosil Jeff Tarango | David Prinosil Jeff Tarango | 6            | 3            |  |
|  |             | Wolfgang Schranz Thomas Strengberger | Wolfgang Schranz Thomas Strengberger | 3           | 3           |  |  |              |                             |                             |              |              |  |